# Gideon S. Ives
Gideon Spraugue Ives (Dickinson, 19 gennaio 1846 – Saint Paul, 20 dicembre 1927) è stato un politico e avvocato statunitense. Fu sindaco di St. Peter nel 1885 e 11° vicegovernatore del Minnesota dal 1891 al 1893 sotto il governatore William Rush Merriam. Tra i suoi maggiori incarichi c'è quello di presidente del Minnesota Historical Society. Era il genero del governatore Henry Adoniram Swift.